# Граф Дарнли
Граф Дарнли (англ. Earl of Darnley) — наследственный титул, созданный трижды, в пэрстве Шотландии (1581 и 1675) и пэрстве Ирландии (1725).

## История
Титул графа Дарнли связан с поместьем Дарнли, которое было центром шотландской баронии, находившейся во владении одной из ветвей шотландского рода Стюартов — Стюартов из Дарнли. Один из его представителей, Джон Стюарт из Дарнли, получил титул лорда Дарнли; позже он смог добиться признания за собой ещё и титула графа Леннокса (1488), а титул лорда Дарнли стал использоваться наследниками в качестве титула учтивости.
Титул графа Дарнли (пэрство Шотландии) был создан первый раз в 1581 году для Эсме Стюарта, 1-го графа Леннокса (1542—1583), который тогда получил титул герцога Леннокса. 
Вторично в 1675 году титул графа Дарнли (пэрство Шотландии) был создан для Чарльза Леннокса, 1-го герцога Ричмонда (1672—1723), который тогда же получил титул герцога Леннокса. Чарльз Леннокс был внебрачным сыном короля Англии, Шотландии и Ирландии Карла II Стюарта (1630—1685) и его фаворитки Луизы де Керуаль (1649—1734), герцогини Портсмут.
В 1725 году в третий раз титул графа Дарнли был создан в системе пэрства Ирландии для Джона Блая, 1-го графа Дарнли (1687—1728). Он происходил из видной семьи из Девона, которая переселилась в графство Мит (Ирландия). Он был сыном достопочтенного Томаса Блая (1654—1710), внуком Джона Блая из Плимута (1616/1617—1666), таможенного комиссара в Ирландии, и правнуком Уильяма Блая, богатого купца из Плимута.
Джон Блай, 1-й граф Дарнли, в 1713 году женился на Теодозии Хайд, 10-й баронессе Клифтон (1695—1722), правнучке лорда Джорджа Стюарта (1618—1642), младшего сына Эсме Стюарта, 3-го герцога Леннокса и 3-го графа Дарнли. Он представлял Атбой в Ирландской палате общин (1709—1721). В 1721 году он стал пэром Ирландии, получив титул барона Клифтона из Ратмора в графстве Мит. В 1723 году для него был создан титул виконта Дарнли из Атбоя в графстве Мит (пэрство Ирландии). В 1725 году Джон Блай получил титул графа Дарнли из графство Мит (пэрство Ирландии). Ему наследовал его старший сын, Эдвард Блай, 2-й граф Дарнли (1715—1747). В 1722 году после смерти своей матери он унаследовал титул барона Клифтона из Лейтон Бромсволта, став пэром Англии. Лорд Дарнли служил лордом опочивальни при Фредерике, принце Уэльском, и скончался в 1747 году неженатым.
Ему наследовал его младший брат, Джон Блай, 3-й граф Дарнли (1719—1781). Ранее он представлял Атбой в Ирландской палате общин и Мейдстон в Британской палате общин. Его преемником в 1781 году стал его старший сын, Джон Блай, 4-й граф Дарнли (1767—1831). В 1828 году он претендовал на угасший титул герцога Леннокса, но Палата лордов Великобритании не поддержала его претензии. Ему наследовал второй из выживших сыновей, Эдвард Блай, 5-й граф Дарнли (1795—1835). Он был избран в Палату общин от Кентербери (1818—1830) и служил лордом-лейтенантом графства Мит (1831—1835). После смерти его внука, Эдварда Генри Стюарта Блая, 7-го графа Дарнли (1851—1900), титул барона Клифтона из Лейтон Бромсволт перешел к его единственной десятимесячной дочери, Леди Элизабет Блай, 17-й баронессы Клифтон (1900—1937). А титул графа унаследовал младший брат 7-го графа, Иво Фрэнсис Уолтер Блай, 8-й граф Дарнли (1859—1927). Он был успешным игроком в крикет и капитаном английской соборной по крикету, заседал в Палате лордов в качестве представителя ирландских пэров (1905—1927). Его преемником стал его единственный сын, Эсме Иво Блай, 9-й граф Дарнли (1886—1955). В 1937 году он стал преемником своей кузины, Элизабет Блай, 17-й баронессы Клифтон из Лейтон Бромсволта, которая умерла незамужней. Второй сын от третьего брака 10-го графа Дарнли с Розмари, вдовствующей графиней Дарнли (урожденной Поттер), Адам Иво Стюарт Блай, 11-й граф Дарнли (1941—2017), который наследовал своему сводному брату Питеру Стюарту Блаю в 1980 году. Сьюзан Блай, жена 11-го графа Дарнли, была назначена в 2008 году лордом-лейтенантом графства Херефордшир.
По состоянию на 2025 год, обладателем титула является Иво Дональд Блай, 12-й граф Дарнли (род. 1968), который наследовал своему отцу в 2017 году.

## Другие известные члены семьи Блай
- Томас Блай (1654—1710), отец 1-го графа Дарнли, представлял графство Мит в Ирландской палате общин и был членом Ирландского тайного совета[англ.]
- Томас Блай[англ.] (1685—1775), младший брат 1-го графа Дарнли, был генерал-лейтенантом британской армии и представлял Атбой в Ирландской палате общин в течение 60 лет.
- Преподобный Роберт Блай (ок. 1704—1778), младший брат 1-го графа Дарнли, англиканский священник и декан Эльфини[англ.]
- Достопочтенный Эдвард Блай[англ.] (1769—1840), второй сын 3-го графа Дарнли, генерал британской армии
- Достопочтенный Уильям Блай (1775—1845), третий сын 3-го графа Дарнли, полковник британской армии
- Достопочтенный сэр Джон Данкан Блай[англ.] (1798—1872), четвертый сын 4-го графа Дарнли, дипломат, чрезвычайный посланник и полномочный министр в Нидерландах (1832), России (1832—1835), Швеции (1835—1838), Ганновере (1838—1856), Брауншвейге (1847—1856) и Ольденбурге (1847—1856).

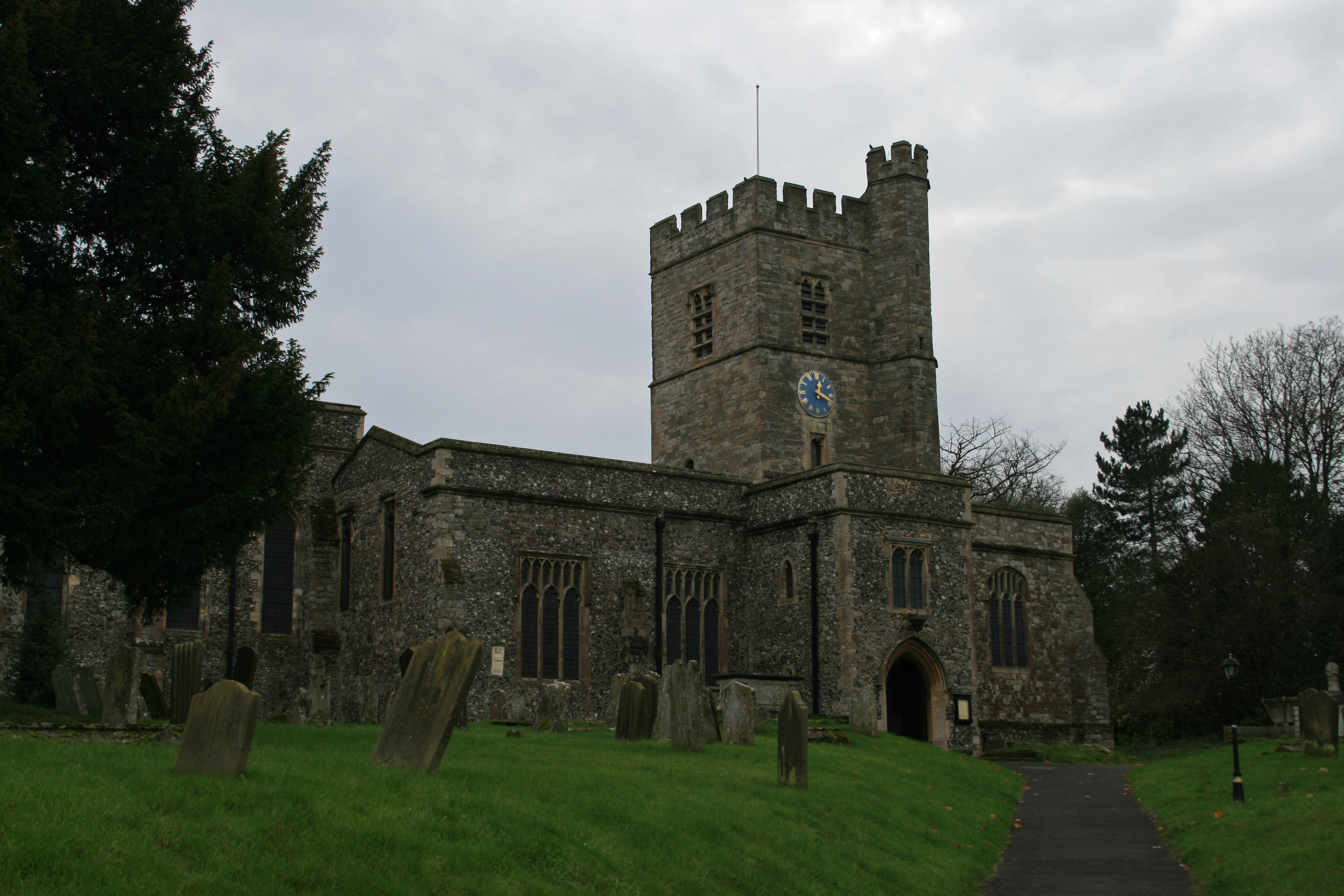
Коллегиальная церковь в Кобхэме, графство Кент

Фамильная резиденция — Кобхэм-Холл в окрестностях Грейвзенда в графстве Кент.

## Графы Дарнли, первая креация (1581)
Основная статья — Герцог Леннокс

## Графы Дарнли, вторая креация (1675)
Основная статья — Герцог Ричмонд

## Графы Дарнли, третья креация (1725)
- 1725—1728: Джон Блай, 1-й граф Дарнли (28 декабря 1687 — 12 сентября 1728), сын преподобного Томаса Блая (ок. 1654—1710);
- 1728—1747: Эдвард Блай, 2-й граф Дарнли (9 ноября 1715 — 22 июля 1747), второй сын предыдущего;
- 1747—1781: Джон Блай, 3-й граф Дарнли (28 сентября 1719 — 31 июля 1781), третий (младший) сын 1-го графа Дарнли;
- 1781—1831: Джон Блай, 4-й граф Дарнли (30 июня 1767 — 17 марта 1831), старший сын предыдущего;
- 1831—1835: Эдвард Блай, 5-й граф Дарнли (25 февраля 1795 — 12 февраля 1835), второй сын предыдущего;
- 1835—1896: Джон Блай, 6-й граф Дарнли (16 апреля 1827 — 14 декабря 1896), старший сын 5-го графа Дарнли;
- 1896—1900: Эдвард Блай, 7-й граф Дарнли (21 августа 1851 — 31 октября 1900), старший сын 6-го графа;
- 1900—1927: Иво Блай, 8-й граф Дарнли (13 марта 1859 — 10 апреля 1927), второй сын 6-го графа;
- 1927—1955: Эсме Иво Блай, 9-й граф Дарнли (11 октября 1886 — 29 мая 1955), старший сын предыдущего;
- 1955—1980: Питер Стюарт Блай, 10-й граф Дарнли (1 октября 1915 — 15 июня 1980), единственный сын предыдущего от первого брака;
- 1980—2017: Адам Стюарт Иво Блай, 11-й граф Дарнли (8 ноября 1941 — 18 июня 2017), единственный сын 9-го графа от третьего брака;
- 2017 — настоящее время: Иво Дональд Блай, 12-й граф Дарнли (род. 17 апреля 1968), единственный сын предыдущего;
  - Наследник: Гарри Роберт Стюарт Блай, лорд Клифтон (род. 23 апреля 1999), единственный сын предыдущего.